# Linowo (Białoruś)
Linowo (biał. Лінова) – wieś (dawniej miasteczko) na Białorusi, w rejonie prużańskim obwodu brzeskiego.
Wieś szlachecka położona była w końcu XVIII wieku powiecie brzeskolitewskim województwa brzeskolitewskiego. 
W II Rzeczypospolitej Linowo znajdowało się w województwie poleskim, w powiecie prużańskim i było siedzibą gminy Linowo. W 1921 roku Linowo liczyło 145 mieszkańców i było najmniejszym miasteczkiem woj. poleskiego.
Podczas okupacji hitlerowskiej, w lipcu 1941 roku Niemcy utworzyli getto dla żydowskich mieszkańców. Przebywało w nim około 200 osób. W lipcu 1942 roku Niemcy zlikwidowali getto, a Żydów zamordowali. 
Głównym zabytkiem miasteczka jest Dwór Trębickich (na terenie osiedla Internacjonalny).

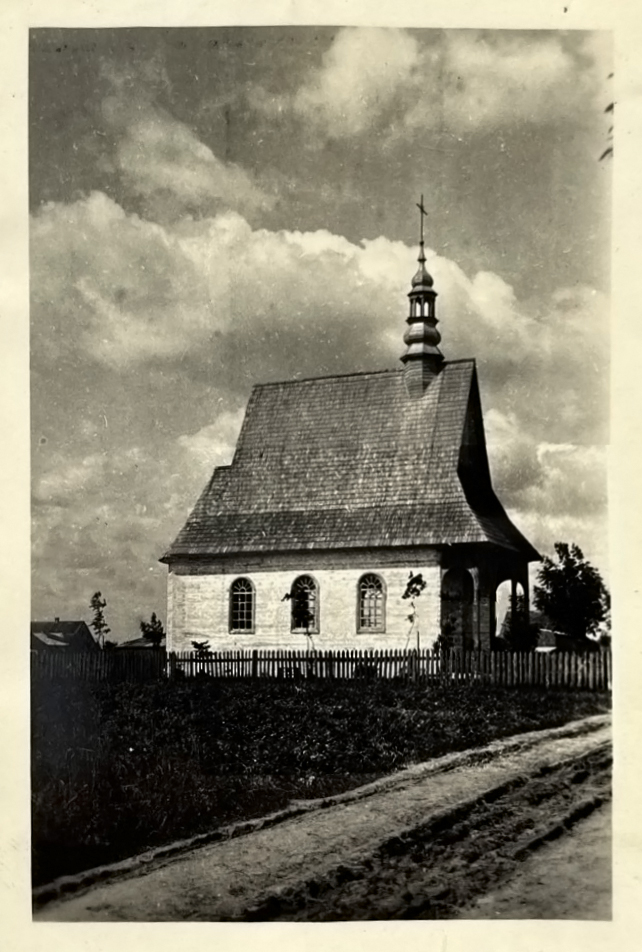
Kaplica w Linowej